# Colpothrinax aphanopetala
Colpothrinax aphanopetala är en enhjärtbladig växtart som beskrevs av R.Evans. Colpothrinax aphanopetala ingår i släktet Colpothrinax och familjen Arecaceae. Inga underarter finns listade i Catalogue of Life.